# Chrám svatého Petra a Tabity
Chrám svatého Petra a Tabity (rusky Храм св. апостола Петра и праведной Тавифы, doslova Chrám sv. apoštola Petra a spravedlivé Tabity) v Jaffě tvoří urbanistický celek chrámu s klášterem, hřbitovem a kaplemi ruské pravoslavné církve ve městě Tel Aviv-Jaffa v Izraeli.

## Historie
Biblická tradice spojuje s chrámem návštěvu apoštola Petra, který zde měl vzkřísit z mrtvých věřící ženu jménem Tabita. 
Kostel zasvěcený svatému Petrovi a spravedlivé Tabitě byl postaven u hospicu pro poutníky, který měl středověké základy a již roku 1868 jej obnovil ruský misionář, archimandrita a byzantolog Antonin (občanským jménem Andrej Ivanovič Kapustin) na místě, kde již v biblické novozákonní době stál obytný dům, s archeologickými nálezy datovatelnými do 1.–4. století n. l. a krypta se dvěma hroby. Podle archeologického výzkumu A. I. Kapustina mohl patřit Tabitě a jejímu manželovi.

## Popis
Chrám je postaven ve slohu novobyzantské stavby na půdorysu řeckého kříže se stlačenou kupolí nad křížením a s ochozem v patře. 
Oltář tvoří dvoupatrový ikonostas o čtrnácti ikonách Krista, Bohorodičky a svatých patronů, vrcholí ikonou Poslední večeře Páně. V konše apsidy je namalována Nejsvětější Trojice, v patře ochozu dominují malby apoštolů Petra a Pavla. 

## Ostatní památky
- Ke kostelu přiléhá arkádový rajský dvůr, postavený z kamenných kvádříků s využitím zdiva starších staveb.
- Centrem návštěv poutníků je osmiboká kaple obložená mramorem, postavená v 90. letech 19. století. V jejím suterénu se dochoval úsek  byzantské mozaikové dlažby a ve středověké zídce zahloubená dvojice hrobů. Jsou uctívány jako hroby Tabity a jejího manžela.
- Přilehlé pozemky jsou upraveny jako zahrada s olivovým hájem
- Výklenková kaple spravedlivé Tabity stojí ve dvoře při cestě ke kostelu a je vyzdobena mozaikou. Druhá kaple byla postavena v zahradě roku 2000[2]
- Část zahrady tvoří pravoslavný hřbitov a v druhé části je loučka s křížem na mírně navršené mohyle.

## Galerie

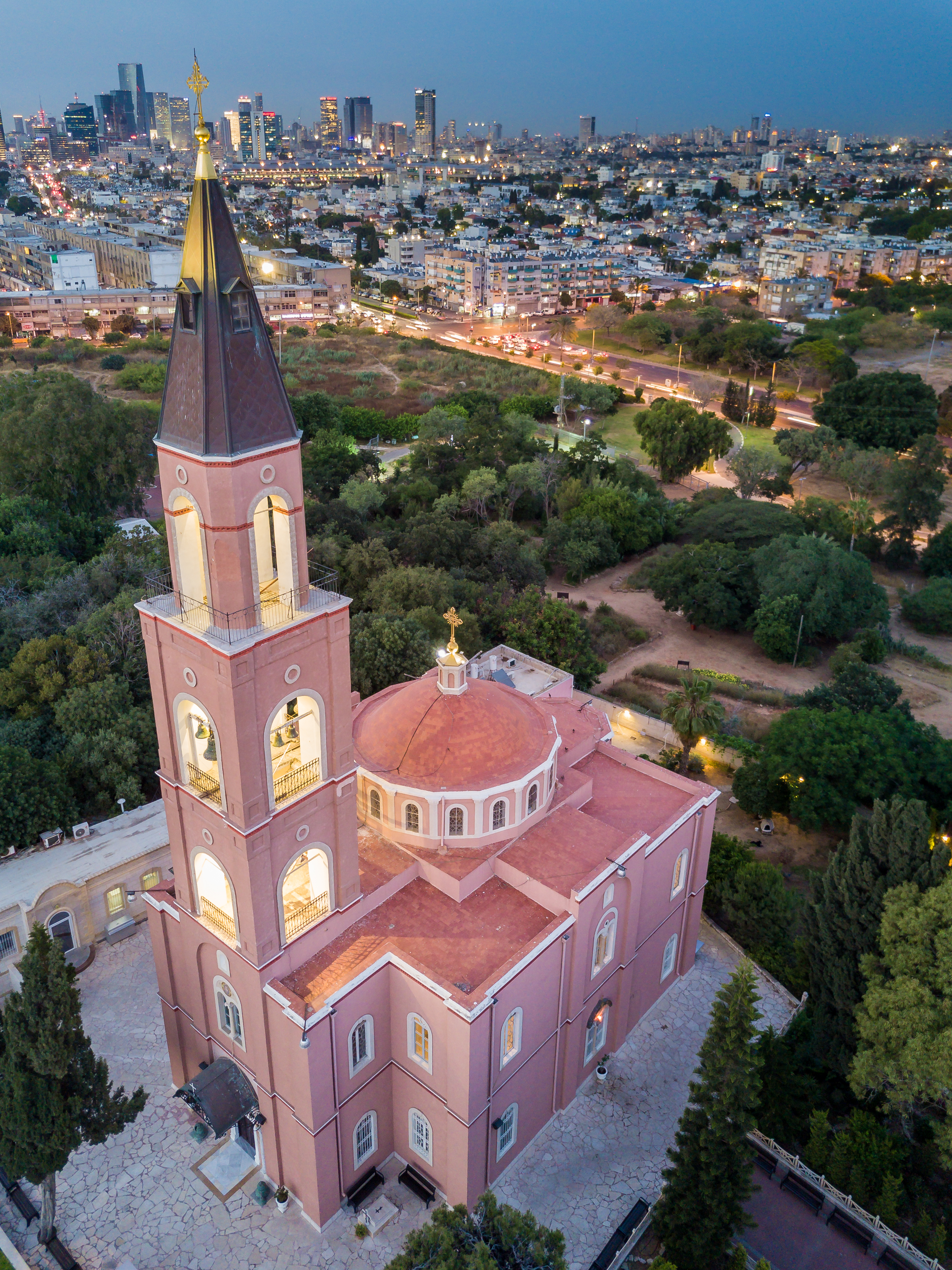
Chrám s pohledem na Tel Aviv
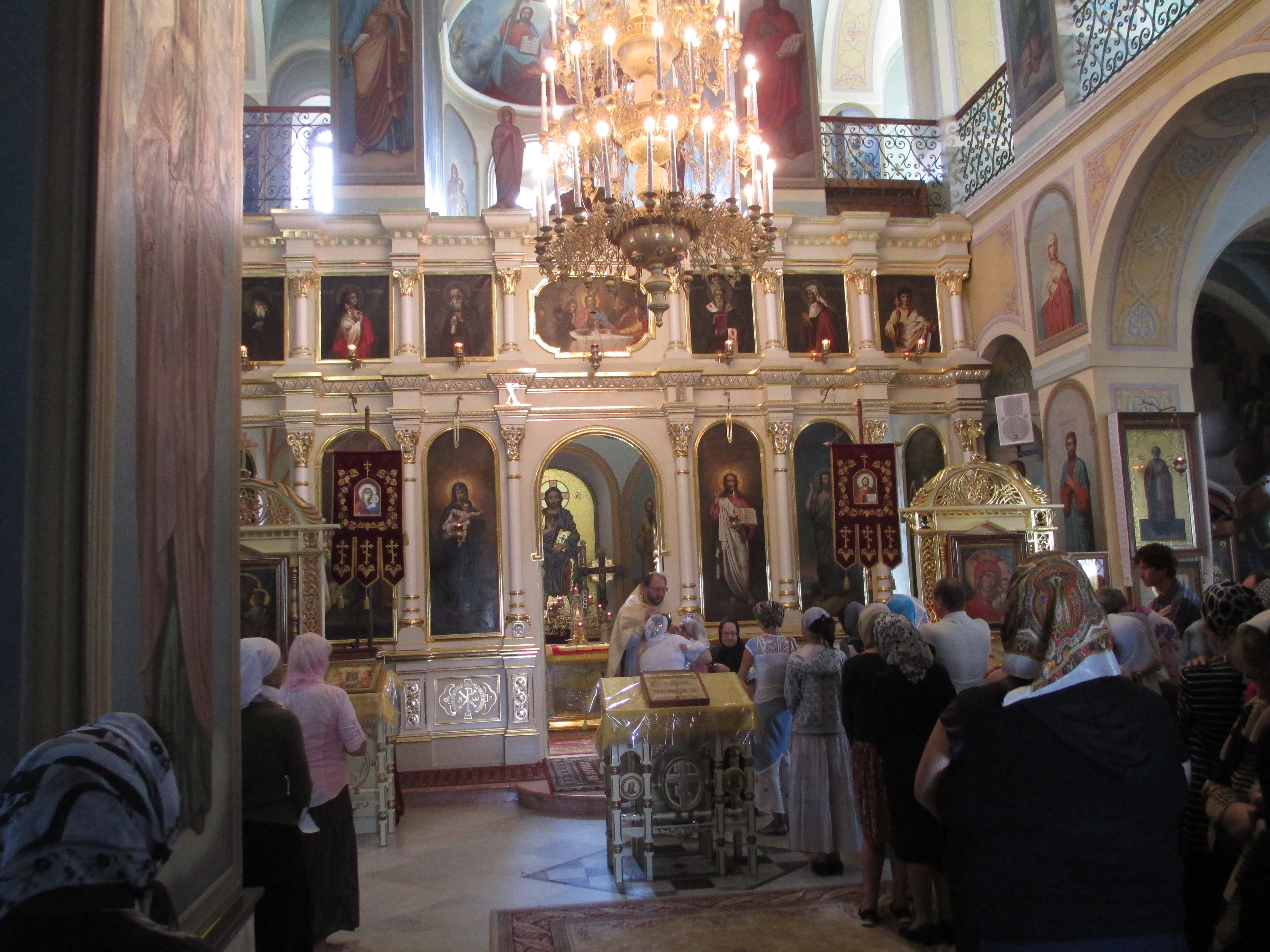
Interiér kostela
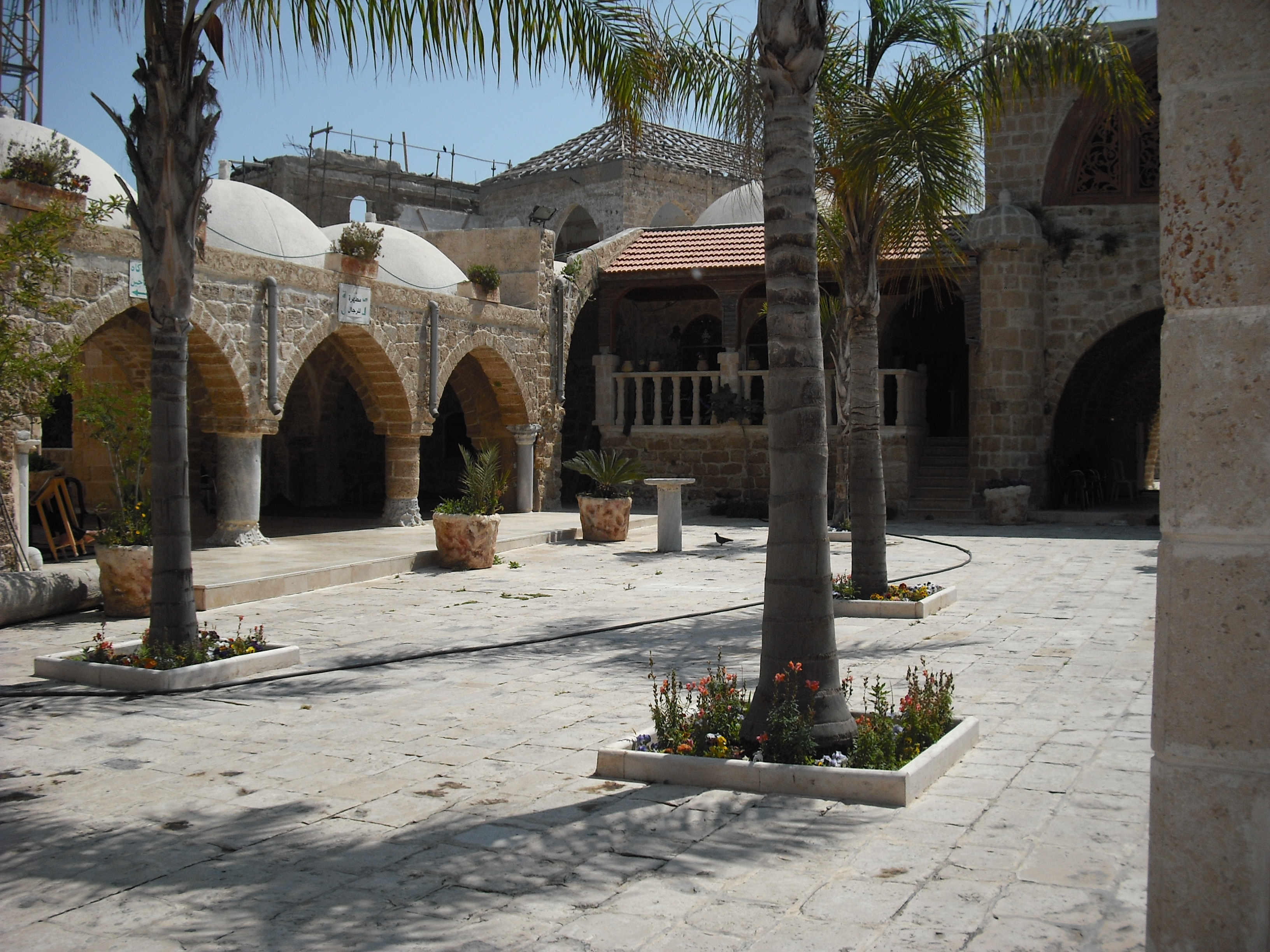
Rajský dvůr
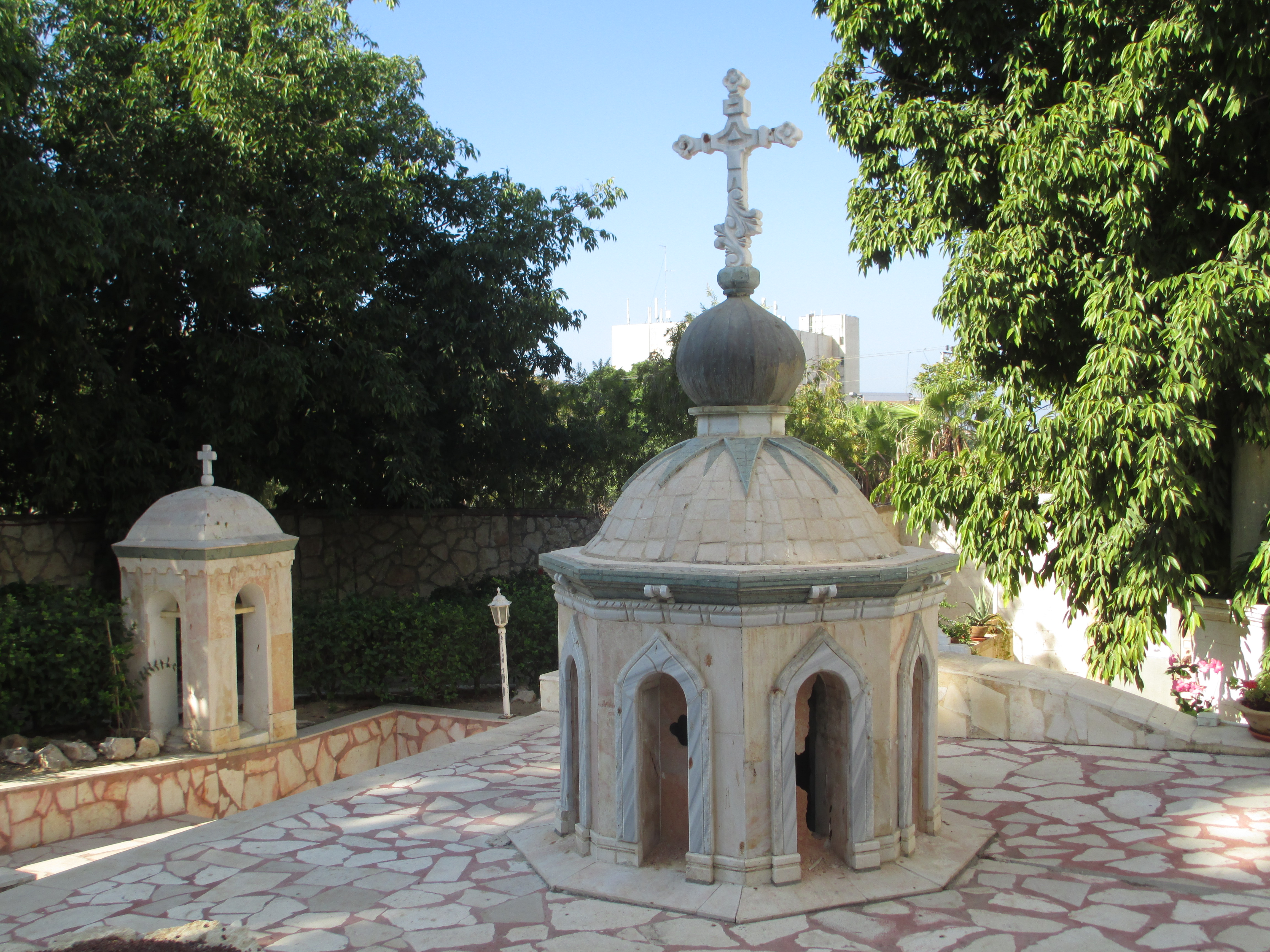
Kaple Tabity
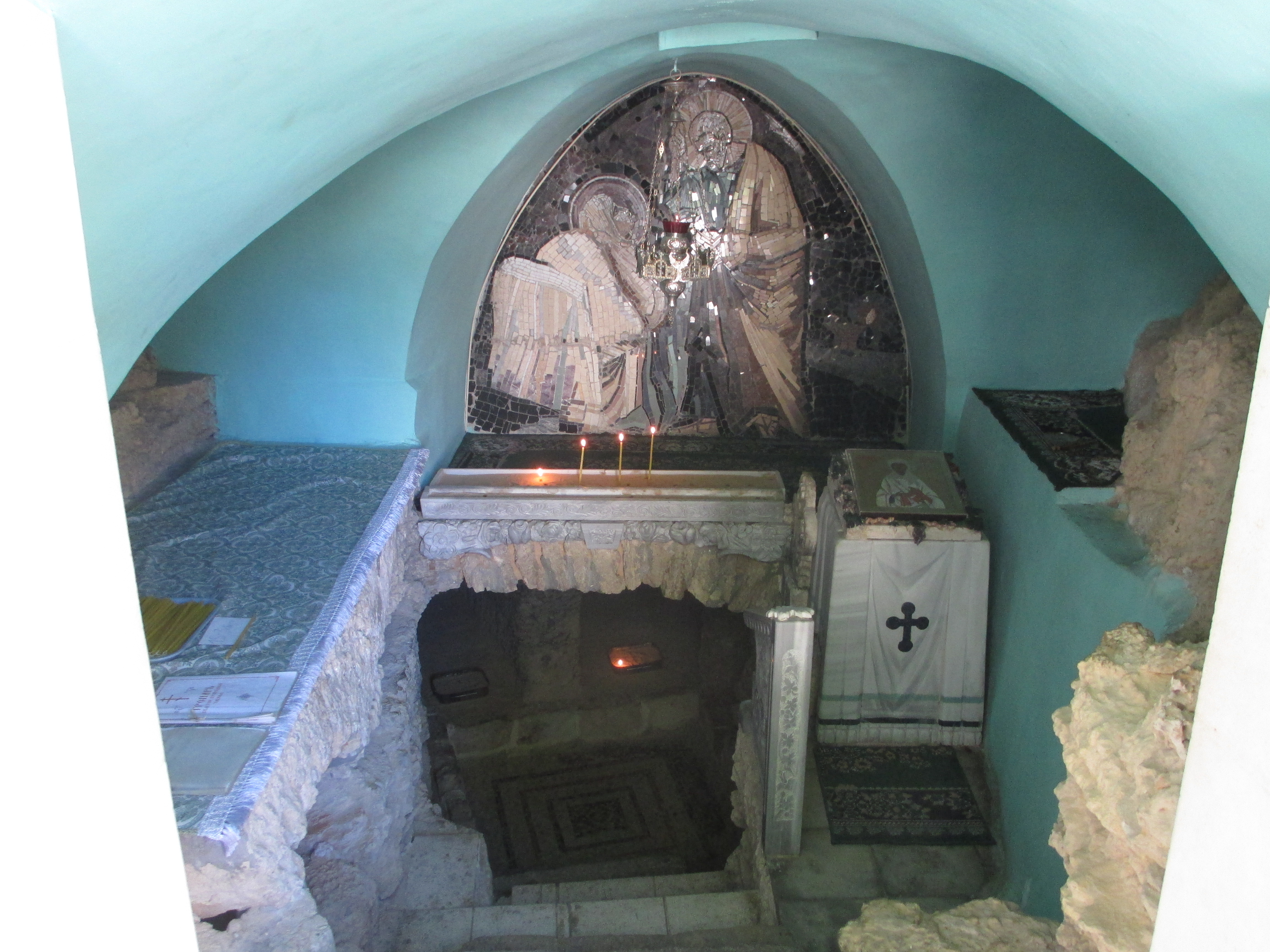
Interiér kaple a Tabitin hrob
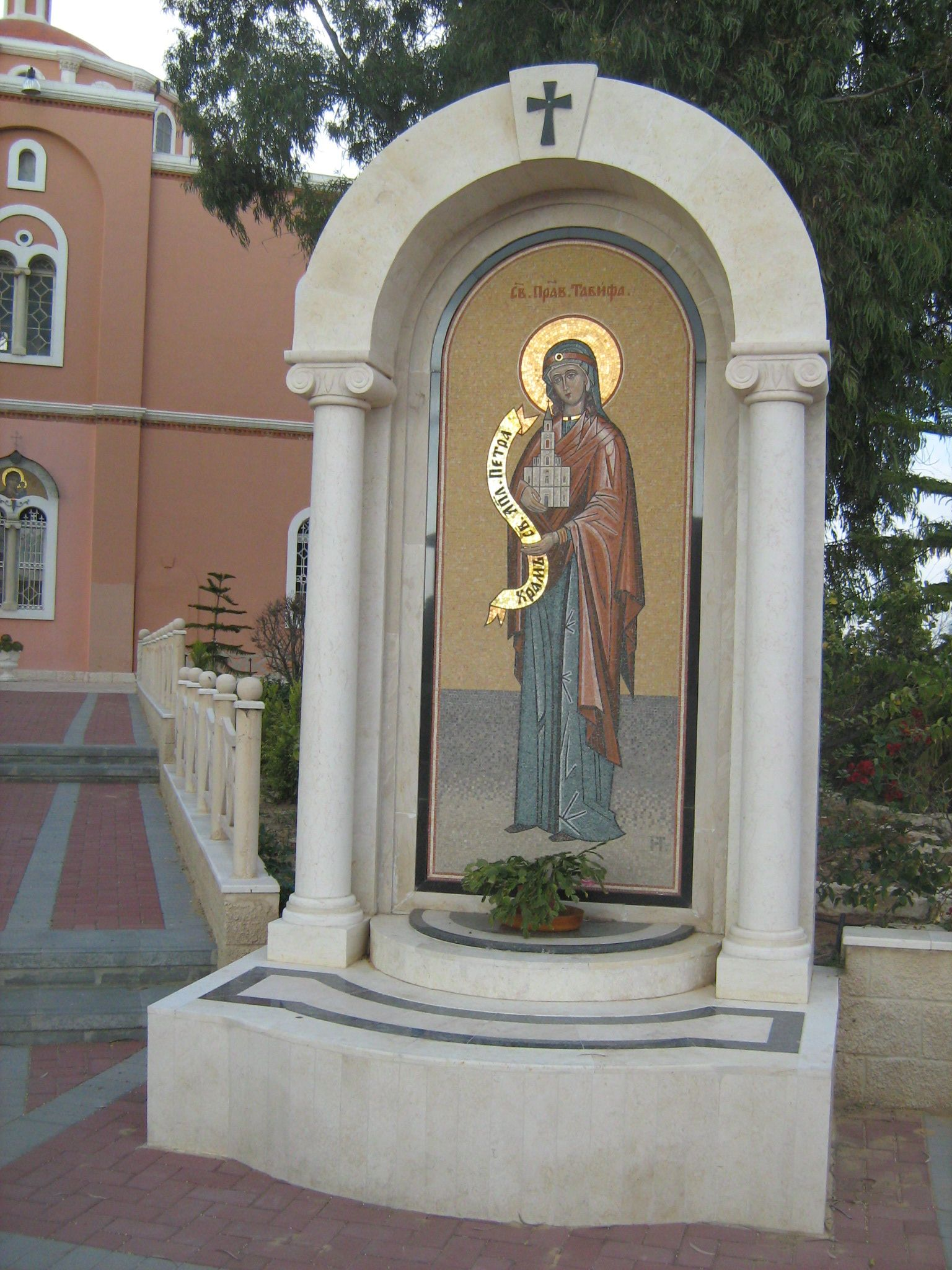
Výklenková kaple spravedlivé Tabity
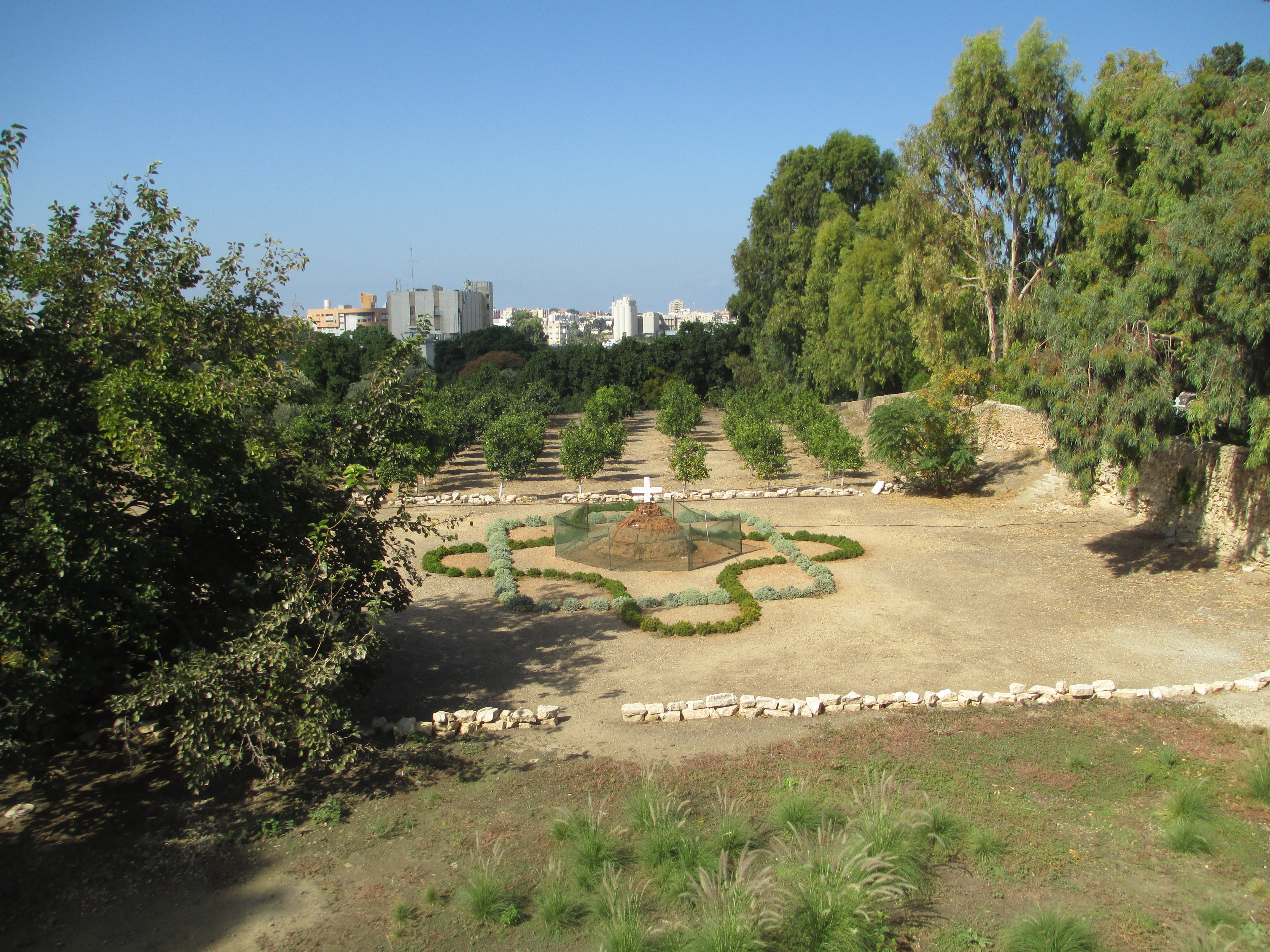
Zahrada s mohylou